# کول‌تپه ۱ هریس
کول تپه ۱ هریس مربوط به هزاره اول قبل از میلاد - دوره اشکانیان - دوره ساسانیان است و در شهرستان سرآب، بخش مرکزی، دهستان حومه، ۱/۵ کیلومتری شمال غرب روستای هریس واقع شده و این اثر در تاریخ ۶ اسفند ۱۳۸۵ با شمارهٔ ثبت ۱۷۵۱۹ به‌عنوان یکی از آثار ملی ایران به ثبت رسیده است.